# Hal McKusick
Harold Wilfred „Hal“ McKusick (* 1. Juni 1924 in Medford, Massachusetts; † 11. April 2012 in Sag Harbor (New York)) war ein US-amerikanischer Jazzmusiker (Tenorsaxophonist, Altsaxophonist und Klarinettist) des Modern Jazz.

## Leben und Wirken
Hal McKusick wuchs in Newton mit Ralph Burns als Schulkamerad auf, spielte 1942 bei Don Bestor und Les Brown, kurz bei Woody Herman (1943) und 1944/45 im Orchester von Boyd Raeburn sowie bei Tom Talbert und Alvino Rey (1946). Danach siedelte er an die amerikanische Westküste über, wo er u. a. mit Johnny Otis und Buddy Rich arbeitete. 1948/49 spielte er im Claude-Thornhill-Orchester und 1950/51 beim Terry-Gibbs-Quintett. Zwischen 1951 und 1956 arbeitete er meist bei Elliot Lawrence und war ein gesuchter Studiomusiker. In diese Zeit fällt die Zusammenarbeit mit Neuerern des Jazz um Gil Mellé, George Russell (The RCA Victor Jazz Workshop, 1956) und Jimmy Giuffre. Zwischen 1955 und 1958 nahm er neun Alben als Bandleader auf, die z. T. die Ästhetik des Third Stream widerspiegeln.
In den 1960er Jahren zog sich Hal McKusick mehr aus der Jazzszene zurück, spielte nur noch gelegentlich Jazz und wirkte häufiger an Aufnahmen von Werbespots mit.
In späteren Jahren unterrichtete McKusick an der Ross School in East Hampton, N.Y.
McKusicks Saxophonstil war stark von Lee Konitz beeinflusst. Seine Favoriten auf der Klarinette waren Buddy DeFranco und Lester Young.

## Auswahl-Diskographie
Als Leader
- Hal McKusick Plays / Betty St. Clair Sings (Jubilee Records, 1955)
- Hal McCusick Quartet (Bethlehem Records, 1955) mit Barry Galbraith, Milt Hinton, Osie Johnson
- In a Twentieth-Century Drawing Room (RCA Victor, 1955) mit Barry Galbraith, Milt Hinton
- The Jazz Workshop (RCA Victor, 1956) mit Jimmy Cleveland, Art Farmer, Garry Galbraith, Milt Hinton, Osie Johnson, Teddy Kotick, Jimmy Raney
- Jazz at the Academy (Coral Records, 1956)
- Hal McKusick Quintet Featuring Art Farmer  (Coral Records, 1957) mit Art Farmer, Eddie Costa, Milt Hinton, Gus Johnson
- Triple Exposure (Prestige Records, 1957) mit Billy Byers, Paul Chambers, Eddie Costa, Charlie Persip
- Cross Section - Saxes (Decca Records, 1958) mit Jay Cameron, Bill Evans, Art Farmer, Barry Galbraith, Dick Hafer, Milt Hinton, Paul Chambers, Connie Kay, Charlie Persip, Frank Socolow

Als Sideman
- Woody Herman: Songs For Hip Lovers (Verve Records, 1957)
- Gil Melle: Gil’s Guets (Prestige Records, 1956)
- George Russell: Jazz Workshop (RCA, 1956); New York, N.Y. (Decca Records, 1959)
- Hal Schaefer: RCA Victor Jazz Workshop (RCA, 1955)